# Кабанильяс, Нельсон
Нельсон Джонни Луис Кабанильяс Хесус (исп. Nelson Jhonny Luis Cabanillas Jesús; род. 8 февраля 2000, Комас, Лима) — перуанский футболист, защитник клуба «Университарио».

## Клубная карьера
Кабанильяс — воспитанник клубов «Университарио» и чилийского «Сан-Луис Кильота». В 2018 году он был включён в заявку основной команды на сезон. В 2019 году Кабанильяс на правах аренды вернулся в «Университарио». 22 апреля в матче против «Спорт Бойз» он дебютировал в перуанской Примере. По окончании аренды клуб выкупил трансфер игрока. В 2021 году в поединке против «Альянса Лима» Нельсон забил свой первый гол за «Университарио». В 2023 году игрок помог клубу выиграть чемпионат.   

## Международная карьера
В 2017 года в Кабанильяс составе юношеской сборной Перу принял участие в юношеском чемпионате Южной Америки в Чили. На турнире он сыграл в матчах против команд Бразилии, Аргентины, Венесуэлы и Парагвая.

## Достижения
Клубные
 «Университарио»
- Победитель перуанской Примеры — 2023